# Ruth Kolb-Lünemann
Ruth Kolb-Lünemann (* 7. Juni 1924 in Elberfeld; † 1. Juni 1999) war eine deutsche Sozialpolitikerin (SPD) und Stadtverordnete in Wuppertal.

## Leben
Ruth Kolb-Lünemann stammte aus einer sozialdemokratischen Familie Wuppertals. Die Jugend war durch den Widerstand gegen das nationalsozialistische Regime geprägt. Ihr Vater Karl Lünemann, langjähriger Vorsitzender der Elberfelder SPD, verlor im Jahr 1933 nach der Machtergreifung der NSDAP seine Arbeit. Ruth Kolb-Lünemann berichtet später, wie bei einer Hausdurchsuchung das an der Wand hängende Bild von August Bebel als das Konterfei eines Onkels ausgegeben wurde. Im Jahr 1943 wurde der Vater mit fünfzig Jahren zum Kriegsdienst einberufen. Ruth Kolb-Lünemann wurde durch die ersten zwei Jahrzehnte ihres Lebens in ihrem politischen Handeln geprägt.
Im Herbst 1945 unterstützte sie Alfred Dobbert bei dem Versuch, eine Zeitung für Wuppertal zu gründen. Sie war in der Nachkriegszeit entscheidend am Aufbau der Falken, der Gewerkschaftsjugend und der Jungsozialisten beteiligt. Im Jahr 1950 zog sie in die Bezirksvertretung Elberfeld ein. Im Jahr 1952 wird das Fräulein Lünemann, so der stenographische Bericht der Ratssitzung am 25. November 1952, in den Rat der Stadt Wuppertal gewählt, dem sie bis zum Jahr 1994 als Mitglied der SPD-Fraktion angehörte.
Sie engagierte sich in vielen Bereichen der Kommunalpolitik. Durch soziale Politik kämpfte sie gegen Totalitarismus und Faschismus. Ihr Steckenpferd war die Jugendhilfe, der Bau vieler Kinder- und Jugendeinrichtungen geht auf die Initiative von Ruth Kolb-Lünemann zurück. Die Umnutzung der im Krieg zerstörten Barmer Ruhmeshalle zum Haus der Jugend – mit gemeinsamer Nutzung durch den Barmer Kunstverein – ist ein Beispiel dafür. Als Vorsitzende des Jugendwohlfahrts- und später des Jugendhilfeausschusses vertrat sie die Belange junger Menschen in Wuppertal.

## Ehrungen
Ruth Kolb-Lünemann wurde im Jahr 1972 mit dem Ehrenring der Stadt Wuppertal ausgezeichnet. Am 16. Dezember 1998 wurde ihr als erster Frau das Ehrenbürgerrecht der Stadt Wuppertal verliehen. Sie war auch Trägerin des Bundesverdienstkreuzes Erster Klasse.

## Würdigungen
Das AWO-Haus in der Wuppertaler Friedrichschulstraße 15 wurde nach ihr benannt (Ruth-Kolb-Lünemann-Haus), ebenso wie der Kindergarten in der Gutenbergstraße.